# Emile Hirsch
Emile Davenport Hirsch (Topanga (Californië), 13 maart 1985) is een Amerikaans acteur. Het National Board of Review gaf hem in 2007 de prijs voor beste doorbraak door zijn rol in Into the Wild, waarin hij Chris McCandless (Christopher Johnson McCandless), oftewel Alexander Supertramp, speelde. 

## Biografie

### Jeugd
Hirsch is een zoon van David Hirsch en Margaret Davenport. Zijn ouders zijn later gescheiden en hij zelf ging bij zijn vader wonen. Hij heeft één zus, Jenny. Zij is ook actrice. Hirsch was een leerling op de Paul Revere Middle School en volgde een muzikale opleiding op de Alexander Hamilton High School in Los Angeles.

### Carrière
Hirsch' carrière begon eind jaren 90. Hij speelde gastrollen in televisieseries, zoals 3rd Rock from the Sun, Sabrina, the Teenage Witch, Profiler, The Pretender en ER. Daarnaast was hij te zien in televisiefilms.
Zijn doorbraak op het witte doek kwam in 2002, toen hij te zien was in de independent dramafilm The Dangerous Lives of Altar Boys. Later dat jaar kwam ook The Emperor's Club uit.

In 2004 verscheen Hirsch in de romantische komedie The Girl Next Door en de film Imaginary Heroes. Met name de laatste kreeg positieve kritieken, maar deed het slecht in de verkoop.
In 2006 werd de misdaadfilm Alpha Dog uitgebracht, waarin Hirsch samen met Justin Timberlake een hoofdrol speelt. In tegenstelling tot het schuchtere jongetje dat hij in The Girl Next Door nog vertolkte, speelt hij hierin een patserige jeugdigde crimineel die te veel hooi op zijn vork neemt. Het jaar erop speelde hij in The Air I Breathe en Into the Wild. In 2008 was Hirsch te zien in de Wachowski's-film Speed Racer.

### Privé
Hirsch werd in 2013 vader van een zoon.

## Filmografie
- 1998 - Gargantua (televisiefilm)
- 1998 - Houdini (televisiefilm)
- 2001 - Wild Iris (televisiefilm)
- 2002 - The Dangerous Lives of Altar Boys
- 2002 - The Emperor's Club
- 2003 - The Mudge Boy
- 2004 - The Girl Next Door
- 2004 - Imaginary Heroes
- 2005 - Lords of Dogtown
- 2006 - Alpha Dog
- 2007 - The Air I Breathe
- 2007 - Into the Wild
- 2008 - Speed Racer
- 2008 - Milk
- 2009 - Taking Woodstock
- 2011 - Killer Joe
- 2011 - The Darkest Hour
- 2012 - Twice Born
- 2013 - The Motel Life
- 2013 - Lone Survivor
- 2015 - Ten Thousand Saints
- 2018 - The Outsider
- 2019 - Once Upon a Time in Hollywood

- Bibsys: 6098500
- Biblioteca Nacional de España: XX1302542
- Bibliothèque nationale de France: cb141872343 (data)
- Catàleg d'autoritats de noms i títols de Catalunya: 981058510902406706
- Gemeinsame Normdatei: 139630902
- International Standard Name Identifier: 0000 0001 1442 0450
- Library of Congress Control Number: no2003072914
- MusicBrainz: 981f978b-7fc6-4830-b327-de787faa34b8
- Nationale Bibliotheek van Tsjechië: xx0063514
- Nationale Bibliotheek van Israël: 987007437430505171
- Nationale Bibliotheek van Polen: a0000002423318
- Nederlandse Thesaurus van Auteursnamen: 243389590
- Istituto Centrale per il Catalogo Unico: LO1V272308
- SNAC: w6711b70
- Système universitaire de documentation: 12813903X
- Virtual International Authority File: 37126610
- WorldCat: E39PBJcKFgpqWp6c8KV7gVC4v3